# HD206673
HD206673 — подвійна зоря. 
Ця подвійна система має видиму зоряну величину в смузі V приблизно 7,5.
Вона розташована на відстані близько 509,6 світлових років від Сонця.

## Подвійна зоря
Головна зоря цієї системи належить до хімічно пекулярних зір й має спектральний клас A0.
Інша компонента має  спектральний клас A2.